# Alyssum nezaketiae
Alyssum nezaketiae är en korsblommig växtart som beskrevs av Aytac och Hayri Duman. Alyssum nezaketiae ingår i släktet stenörter, och familjen korsblommiga växter. Inga underarter finns listade i Catalogue of Life.